# Aurelio Miranda Villanueva
Aurelio Miranda Villanueva fue un ingeniero y político peruano. 
El 8 de marzo de 1963 fue elegido Decano del Colegio de Ingenieros del Perú en la asamblea de constitución de este gremio 
Fue elegido diputado por Junín en 1963 por la Alianza Acción Popular-Democracia Cristiana durante el primer gobierno de Fernando Belaúnde. Su mandato se vio interrumpido el 3 de octubre de 1968 a raíz del golpe de Estado que dio inicio al gobierno militar de Juan Velasco Alvarado.